# EDRS-C
EDRS-C (auch EDRS-C/HYLAS-3) ist ein geostationärer Kommunikationssatellit der ESA und ein Teil des European Data Relay Satellite Programms. Zusätzlich trägt der Satellit die Nutzlast HYLAS 3 des britischen Unternehmens Avanti Communications.

## Bau & Entwicklung
Airbus Defence & Space beauftragte im Mai 2013 OHB System als Hauptauftragnehmer für den Gesamtsatelliten. Die Datenrelais-Nutzlast inklusive Laser Communication Terminal (LCT) lieferte Tesat-Spacecom zu.
Am 14. März 2016 wurde das Communication Module (CM) an OHB geliefert und in den darauf folgenden zwei Tagen überprüft.

## Nutzlast
Die Hauptnutzlast EDRS-C ist ein Laserkommunikationsterminal (LCT), um Daten von entsprechend ausgerüsteten Satelliten mit Übertragungsraten von bis zu 1,8 Gbit/s zu empfangen und an diese weiterzuleiten. Es wurde von Tesat-Spacecom gebaut. Die Kommunikation zum Boden erfolgt im Ka-Band ebenfalls mit bis zu 1,8 Gbit/s.
Des Weiteren wurde die Gastnutzlast HYLAS 3 des kommerziellen Betreibers Avanti Communications auf dem Satelliten untergebracht.

## Missionsverlauf
Der Satellit wurde am 6. August 2019 auf einer Ariane-5-Trägerrakete vom Raumfahrtzentrum Guayana zusammen mit Intelsat 39 gestartet. Er ging im Sommer 2020 in Betrieb und bildet seitdem zusammen mit EDRS-A das Relaisnetzwerk European Data Relay Satellite System (EDRS), welches Daten von niedrig fliegenden Satelliten empfängt und zur Erde übermittelt. Beide Satelliten sollen zusammen mindestens 50 Terabyte Daten pro Tag übertragen.

## Betrieb
Die EDRS-C-Nutzlast wird vom Deutschen Raumfahrt-Kontrollzentrum in Oberpfaffenhofen betrieben, das auch Launch and Early Orbit Phase und die in-Orbit Testphase betreute.